# Nóatún

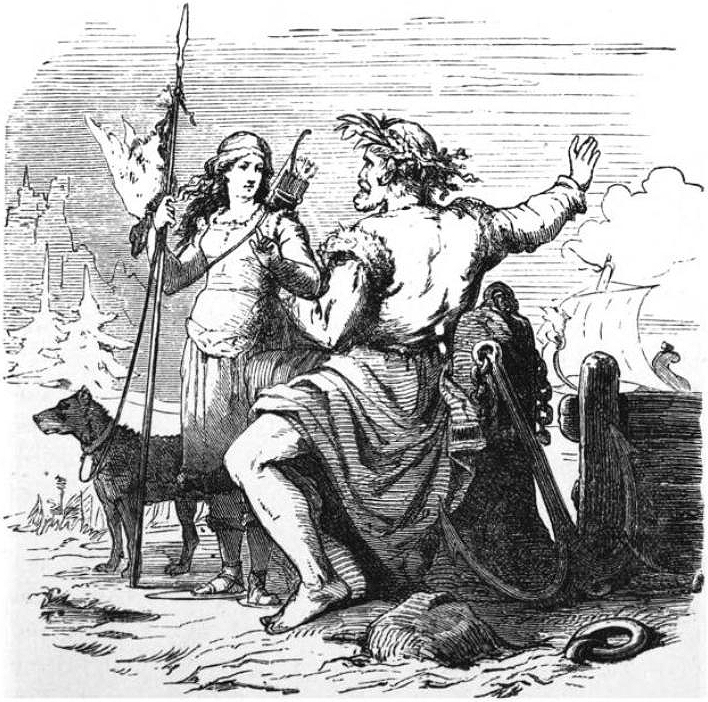
Njörðr y Skaði camino a Nóatún (1882) por Friedrich Wilhelm Heine

En la mitología nórdica Nóatún (del nórdico antiguo: Paraíso de barcos, Varadero o Ciudad de barcos) es una residencia en el Asgard donde habita el dios del mar Njörðr.
El décimoprimero es Nóatún | allí tiene Njörð
para él una morada.
El regente sin mancha | de los hombres allí se sienta
En su alta casa de madera.
Grímnismál, estrofa 16, Edda poética
Según se relata en Gylfaginning, Edda prosaica tras el matrimonio de Njörð y Skaði resolvieron vivir por temporadas alternando por períodos de nueve días, entre la morada de Njörð y Þrymheim, la morada de las montañas del padre de Skaði, el gigante Þjazi. La diosa manifestaba que no podía conciliar el sueño en Nóatún debido al constante oleaje del mar y el grito de las gaviotas, mientras que Njörð no podía hacerlo en Þrymheim debido al aullido de los lobos. Finalmente la pareja se separa para ir a vivir a sus respectivas tierras.

## Etimología
El nombre de Nóatún en nórdico antiguo está compuesto por el fragmento de palabra (nóa-) pertenece etimológicamente al proto-indoeuropeo (por reconstrucción lingüística de la palabra *nāus (nórdico antiguo: nór, de forma latinizada: navis), que significa "barco". La parte final de la palabra (-tún) pertenece al nórdico antiguo tún ("ciudad"; cf. inglés town). El significado del nombre Nóatún hace hincapié en la relación entre Njörðr y el mar.